# مأمور خرید شخصی
مأمور خرید شخصی (انگلیسی: Personal Shopper) فیلم درام تعلیقی با نویسندگی و کارگردانی الیویه آسایاس و محصول کشور فرانسه است. این فیلم در بخش مسابقه جشنواره فیلم کن ۲۰۱۶ برای تصاحب نخل طلا حضور داشت که در نهایت جایزه بهترین کارگردانی را دریافت کرد.

## خلاصه داستان
داستان فیلم دربارهٔ مورین کارترایت می‌باشد که در شهر پاریس کار می‌کند. شغل او انجام خریدهای یک شخصیت مشهور است. به نظر می‌آید مورین توانایی ارتباط برقرار کردن با ارواح را دارد و می‌خواهد با برادر دوقلویش که اخیراً همان‌جا فوت کرده‌است، ارتباط برقرار کند. اما زندگی وی زمانی پیچیده‌تر می‌شود که…